# 비콜리
비콜리(이탈리아어: Vicoli)는 이탈리아 아브루초주 페스카라도에 위치한 코무네다. 그란 산소 에 몬티 델라 라가 국립 공원에 위치해있다.